# Bally Glacier
Bally Glacier är en glaciär i Antarktis. Den ligger i Östantarktis. Australien gör anspråk på området. Bally Glacier ligger 1 020 meter över havet.
Terrängen runt Bally Glacier är lite bergig. Trakten är obefolkad. Det finns inga samhällen i närheten.